# Ullevi
Ullevi je stadion ve švédském Göteborgu, který je druhý největší (po Friends aréně) v celé Skandinávii. Ullevi bylo původně postaveno pro účely Mistrovství světa ve fotbale v roce 1958. Od té doby stadion hostil velké množství významných sportovních akcí. Odehrálo se zde například několik utkání EURA 92 včetně finále, finále PVP 1983 a 1990 a finále Poháru UEFA v roce 2004. Ullevi bylo rovněž dějištěm atletického mistrovství světa 1995 a mistrovství Evropy v roce 2006.